# Staatsgerichtshof für das Deutsche Reich
Der Staatsgerichtshof für das Deutsche Reich (StGH) war das auf staatsorganisationsrechtliche Streitigkeiten beschränkte Verfassungsgericht der Weimarer Republik. Er bezeichnete sich selbst 1927 als „Hüter der Reichsverfassung“.

## Sitz, Organisation, Verfahren und Entscheidungssammlung
Der Staatsgerichtshof wurde aufgrund von Art. 108 der Weimarer Reichsverfassung (WRV) in Verbindung mit dem Gesetz über den Staatsgerichtshof vom 9. Juli 1921 (RGBl. S. 905) beim Reichsgericht mit Sitz in Leipzig errichtet. Der StGH war kein ständiges Gericht, sondern wurde nach Bedarf einberufen. Präsident war in Personalunion der Präsident des Reichsgerichts. Über seine Verfahrensordnung bestimmte der StGH in eigener Autonomie. Die Entscheidungen ergingen „im Namen des Reichs“ und waren unanfechtbar. Für ihre Vollstreckung war nach Art. 19 II WRV der Reichspräsident zuständig.
Neben den ausdrücklich geregelten Entscheidungen in der Hauptsache sah sich der StGH 1925 im Lübecker-Bucht-Fall als auch für den Erlass einstweiliger Verfügungen befugt an.
Eine spezielle amtliche Sammlung der StGH-Entscheidungen gab es nicht, sie wurden als Anhang zu den Entscheidungen des Reichsgerichts in Zivilsachen sowie in zwei privaten Sammlungen veröffentlicht.

## Zuständigkeiten
Die Staatsgerichtsbarkeit im Deutschen Reich litt zur Weimarer Zeit unter einer Zersplitterung der Zuständigkeiten und Kompetenzlücken.
So war der Staatsgerichtshof nicht zuständig für die Klärung von Verfassungsstreitigkeiten auf Reichsebene. Es gab weder die Möglichkeit zur abstrakten noch zur konkreten Normenkontrolle, das Gericht konnte Reichsgesetze also nicht auf ihre Übereinstimmung mit der Reichsverfassung hin prüfen. Auch fehlte eine Entscheidungsbefugnis in einer sogenannten Organklage bei Streitigkeiten zwischen obersten Reichsorganen.
Bereits in der Weimarer Republik wurden jedoch vereinzelt solche umfassenden Befugnisse gefordert. Bekannt ist in diesem Zusammenhang die Kontroverse zwischen Carl Schmitt und Hans Kelsen um den Hüter der Verfassung, bei der letzterer sich für eine Verfassungsgerichtsbarkeit starkmachte, während Schmitt die Rolle des obersten Verfassungshüters dem Reichspräsidenten zusprach.
Der StGH selbst bemühte sich um eine Stärkung seiner Bedeutung und scheute sich nicht vor einer extensiven Ausnutzung seiner Kompetenzen. Durch weite Auslegung der entsprechenden Normen der Reichsverfassung eröffnete er sich ein weites Tätigkeitsfeld.
Die ohnehin lückenhafte Staatsgerichtsbarkeit war in Weimar zudem auf viele Instanzen verteilt.
So war das Reichsgericht und nicht der StGH dafür zuständig, die Vereinbarkeit von Landes- mit dem Reichsrecht zu prüfen (abstrakte Normenkontrolle, Art. 13 II WRV). In Spezialbereichen waren auch andere Gerichte wie der Reichsfinanzhof zur abstrakten Normenkontrolle zuständig.
Verfassungsgericht im weiteren Sinne war auch das Wahlprüfungsgericht beim Reichstag.
Der StGH hatte also keine umfassende Zuständigkeit, er war nach der Reichsverfassung aber berufen, über Ministeranklagen und über einige Verfassungsstreitigkeiten zu entscheiden.

### Ministeranklage
Nach Art. 59 WRV konnte vor dem StGH Anklage gegen den Reichspräsidenten, den Reichskanzler oder einen Reichsminister erhoben werden. Gegenstand des Verfahrens war der Vorwurf, schuldhaft die Reichsverfassung oder ein Reichsgesetz verletzt zu haben. Antragsbefugt war nur der Reichstag. Der Antrag auf Erhebung der Ministeranklage musste von mindestens hundert Mitgliedern des Reichstags unterzeichnet sein und bedurfte der Zustimmung der für Verfassungsänderungen vorgeschriebenen Mehrheit. Das Verfahren war nach den Regeln der Strafprozessordnung zu führen. Spruchkörper sollte ein speziell zu bildender StGH sein. Er bestand aus dem Präsidenten des Reichsgerichts, je einem Mitglied des preußischen Oberverwaltungsgerichts, des Bayerischen Obersten Landesgerichts und des Hanseatischen Obersten Landesgerichts sowie einem Rechtsanwalt. Je fünf weitere Beisitzer sollten vom Reichstag und vom Reichsrat gewählt werden. Aussagen über mögliche Strafen machte die Verfassung nicht. Die quasistrafrechtliche Ministeranklage blieb Theorie: In den gut 13 Jahren der faktischen Geltung der WRV wurde sie weder im Reich noch in den Ländern jemals erhoben.

### Verfassungsstreitigkeiten
Die andere Kompetenz der StGH-Gerichtsbarkeit, die föderative Verfassungsstreitigkeit, gewann jedoch erhebliches Gewicht. Art. 19 Abs. 1 WRV enthielt eine Generalklausel zugunsten des StGH, die durch Spezialbestimmungen in der Reichsverfassung ergänzt wurde. Unter dem Begriff Verfassungsstreitigkeiten wurden Rechtsstreitigkeiten über die konkrete Auslegung und Anwendung der Reichsverfassung und der Länderverfassungen verstanden.
Der Staatsgerichtshof war damit zuständig für
- Verfassungsstreitigkeiten innerhalb eines Landes, wenn dort kein Landesgericht zu ihrer Erledigung bestand (Artikel 19 Abs. 1, 1. Alt. WRV). Die Zuständigkeit des StGH war damit subsidiär. Länder ohne eigene Verfassungsgerichtsbarkeit waren Preußen, Sachsen, Lippe, Lübeck, Mecklenburg-Strelitz und Schaumburg-Lippe. Hingegen gab es in Bayern, Württemberg, Baden, Thüringen, Hessen, Hamburg, Mecklenburg-Schwerin, Oldenburg, Anhalt und Waldeck entsprechende Gerichte. Hier war der StGH des Reichs nicht zuständig.
- Streitigkeiten nichtprivatrechtlicher Art zwischen verschiedenen Ländern oder zwischen dem Reiche und einem Lande auf Antrag eines der streitenden Teile (Artikel 19 Abs. 1, 2. Alt. WRV). Gemeint waren öffentlich-rechtliche Auseinandersetzungen über Hoheitsrechte, Landesgrenzen, Staatsverträge und öffentliches Vermögen. Klagebefugt waren die Regierungen.
 Von größerer Bedeutung über die Weimarer Republik hinaus waren etwa der Donauversinkungsfall von 1927 oder der 1928 entschiedene Lübecker-Bucht-Fall.
- Vermögensauseinandersetzungen bei der Neugliederung des Reichsgebiets (Artikel 18 Abs. 7 WRV). Ein Spezialfall der Streitigkeiten zwischen den Ländern war die Entscheidung über Vermögensauseinandersetzungen bei Neugliederung der Länder. Zur Rechtskontrolle über die Neugliederung selbst war der StGH aber nicht berufen. Das Gericht beschäftigte sich nur einmal mit der Vorschrift, als es 1929 die Klage einer politischen Partei gegen die Vereinigung Waldecks mit Preußen verwarf.
- Verfassungsstreitigkeiten zwischen dem Reich und einem Land (Reich-Länder-Streit), (Artikel 19 Abs. 1, 3. Alt. WRV). Auch nach dieser Vorschrift sollte der StGH nur entscheiden, sofern nicht ein anderes Gericht zuständig war. Gegenstand des Verfahrens konnten Auseinandersetzungen über die Auslegung geschlossener Verträge, über die Teilhabe der Länder an der Willensbildung des Reichs oder über Leistungsansprüche eines Landes gegen das Reich sein, vor allem Ansprüche finanzieller Art. Die Bestimmung diente dazu, die Kompetenzsphären von Reich und Ländern gegeneinander abzugrenzen und die Länder vor unzulässigen Eingriffen durch das Reich zu schützen.
- Reich-Länder-Streit über die Ausführung von Reichsgesetzen durch die Länder (Artikel 15 Abs. 3 WRV). Diesem Kompetenzschutz diente auch Spezialfall des Reich-Länder-Streits in Art. 15 Abs. 3. Der StGH entschied bei Meinungsverschiedenheiten über Mängelrügen in Ausübung der Reichsaufsicht. Grundlage war die Verpflichtung der Landesregierungen, auf Ersuchen der Reichsregierung Mängel, die bei Ausführung der Reichsgesetze durch ein Land auftraten, zu beseitigen. Auf diesem Gebiet ergingen insgesamt drei Entscheidungen des StGH.
- Entscheidung über die mit der Bildung der Deutschen Reichsbahn auf das Reich übergegangenen Enteignungsbefugnisse und Hoheitsrechte (Artikel 90 WRV). Das Reich war berechtigt, für Eisenbahnzwecke Enteignungen vorzunehmen, was bis zum Inkrafttreten der Weimarer Reichsverfassung Aufgabe der Landesbehörden war. Die in Art. 90 angesprochenen Hoheitsrechte bezogen sich auf die Bahnpolizei, die Tariffestsetzung, die Organisation der Eisenbahnbehörden und das Beamtenrecht. Auch diese Vorschrift ist ein Sonderfall des Reich-Länder-Streits.
- Streitigkeiten, die durch die Aufhebung der Reservatrechte Bayerns und Württembergs bei der Post- und Telegraphenverwaltung und entsprechend bei Eisenbahnen, Wasserstraßen und Seezeichen entstanden (Artikel 170, 171 WRV). Diese Vorschrift war eine weitere Spezialnorm zur Ergänzung des Art. 19 Abs. 1, 3. Alt WRV. Der StGH sollte entscheiden, wenn bis zu einem Stichtag keine Einigung zwischen den Beteiligten zustande kam. Die Parteien wurden sich jedoch rechtzeitig einig und die Vorschriften der Art. 170 und 171 damit gegenstandslos.

Das Gericht setzte sich in diesen Fällen aus dem Präsidenten des Reichsgerichts, drei Reichsgerichtsräten und je einem Richter des Preußischen Oberverwaltungsgerichts, des Bayerischen Verwaltungsgerichtshofs und des Sächsischen Oberverwaltungsgerichts zusammen. Für den Fall des Art. 90 WRV sollte ein spezieller Spruchkörper unter Beteiligung von Vertretern des Reichstags und des Reichsrats gebildet werden.

## Der StGH und der „Preußenschlag“
Eine der bekanntesten Entscheidungen des Staatsgerichtshofs ist der Fall Preußen contra Reich betreffend den sogenannten Preußenschlag. Am 20. Juli 1932 erklärte eine Notverordnung des Reichspräsidenten Paul von Hindenburg nach Artikel 48 WRV die preußische Regierung für abgesetzt und ernannte Reichskanzler Franz von Papen zum „Reichskommissar für Preußen“. Hiergegen klagte der Freistaat Preußen vor dem StGH. Den Antrag auf Erlass einer einstweiligen Verfügung gegen das Reich wies das Gericht einmal wegen des Mangels an kurzfristigen Nachweismöglichkeiten für eine präsidentielle Ermessensüberschreitung ab. Außerdem schien die dem Gericht bedrohlich erscheinende „Verwirrung des Staatslebens“ aufgrund der beantragten unklaren Doppelzuständigkeit von Regierung und Kommissaren unpraktikabel. Im späteren endgültigen Urteil verneinte das Staatsgericht zwar die Rechtmäßigkeit der Absetzung der Regierung, da sie sich nach Art. 48 Abs. 1 WRV keiner Pflichtverletzung schuldig gemacht habe, die befristete Einsetzung eines übergangsweise tätigen Reichskommissars im Wege der Notverordnung nach Art. 48 Abs. 2 sei aber zulässig, ein Ermessensmissbrauch des Reichspräsidenten liege nicht vor, vielmehr sei die innere Lage Preußens in ihrer Sicherheit und Ordnung gefährdet gewesen.
Die preußische Regierung konnte danach Preußen zwar weiter im Reichsrat und gegenüber den Ländern vertreten, innerhalb Preußens aber herrschte der Reichskommissar. Das Urteil sollte vermitteln, indem es keiner Seite im vollen Umfang Recht gab. Doch in der Öffentlichkeit stellte es sich als gespaltene, unentschlossene Entscheidung dar, die weithin als Niederlage von Papens Reichsregierung angesehen wurde. Dass der Prozess außerdem die prinzipielle Unangemessenheit eines gerichtlichen Verfahrens zur Bewältigung politischer Machtkämpfe beweise, wie Ernst Rudolf Huber und Carl Schmitt 1932 in „Staatsgewalt und Staatsgerichtshof“ darstellten, war ein Indiz dafür, dass in der Zukunft politische Lösungen auch jenseits der Legalität gesucht würden. Schon das Urteil des Staatsgerichtshofs wurde von der Regierung Papen und dem Reichspräsidenten nicht beachtet, die Notverordnung wurde nicht zurückgenommen oder modifiziert. Eine Wiedereinsetzung der Regierung nach „Wiederherstellung von Ruhe und Ordnung“ war nie beabsichtigt.

## Ende des Staatsgerichtshofes
Nach Adolf Hitlers Ernennung zum Reichskanzler im Januar 1933 kam umgehend das Ende der Weimarer Verfassungsgerichtsbarkeit. Es galt das Führerprinzip, das eine Überprüfung von Entscheidungen der Exekutive durch eine unabhängige juristische Instanz nicht vorsah. Der StGH stellte seine Arbeit ein. Ein Auflösungsgesetz oder einen anderen formellen Akt hat es nicht gegeben. Seine letzten Entscheidungen verkündete das Gericht am 21. Februar 1933.

## Würdigung
Der StGH war das erste unabhängige Reichsverfassungsgericht in der deutschen Rechtsgeschichte. Seine Bedeutung war allerdings deutlich geringer als die des Bundesverfassungsgerichts. Im Bereich der gesamten Weimarer Staatsgerichtsbarkeit ergingen zwischen 1920 und 1933 weniger als 180 Entscheidungen. Das Bundesverfassungsgericht brachte es im vergleichbaren Zeitraum nach 1952 auf rund 600 veröffentlichte Entscheidungen. Das lag vor allem am hohen Anteil von Verfassungsbeschwerden, ein Rechtsbehelf, den es in der Weimarer Republik nicht gab.
Das Fehlen einer Verfassungsbeschwerde, mit der jeder Bürger die Verletzung seiner Grundrechte rügen konnte, war der größte Mangel der Weimarer Verfassungsgerichtsbarkeit. Zwar gab es in der Reichsverfassung einen umfangreichen Grundrechtskatalog. Doch die meisten Artikel hatten nur programmatischen Charakter und waren kein unmittelbar geltendes, einklagbares Recht. Für den Bürger stand damit der Weg zum Staatsgerichtshof nicht offen.
In der Weimarer Zeit wurde der Grundrechtsschutz ganz überwiegend nicht als Aufgabe der Verfassungs-, sondern der Verwaltungsgerichte verstanden. Art. 107 der WRV sah die Gründung eines Reichsverwaltungsgerichts vor. Dazu kam es jedoch erst im Jahre 1941. Das Gericht blieb entsprechend wirkungslos.

## Liste der publizierten Entscheidungen
| RGZ                     | Lammers/Simons | Datum         | Register- nummer            | Gegenstand                                                          |
| ----------------------- | -------------- | ------------- | --------------------------- | ------------------------------------------------------------------- |
| 102, 415                | 1, A III 16    | 12. Juli 1921 | St. 5/21                    | Braunschweig: Wahldauer der Landesversammlung                       |
| 102, 425 (PDF; 375 kB)  | 1, A III 13    | 12. Juli 1921 | St. 4/21                    | Bremen: Untersuchungsausschüsse der Bürgerschaft                    |
| 104, 423 (PDF; 476 kB)  | 1, A III 7     | 12. Jan. 1922 | 2/21                        | Württemberg: Parlamentarische Untersuchungsausschüsse               |
| 106, 426                | 1, A I 6       | 15. Juni 1923 | 10/22                       | Staatsvertrag über Staatseisenbahnen; Rücktritt in den Landesdienst |
| 107, 1* (PDF; 838 kB)   | 1, A I 2       | 30. Juni 1923 | 4/21                        | Enteignung für Reichseisenbahnen in Preußen                         |
| 107, 17*                | 1, A III 4     | 29. Sep. 1923 | 3/22                        | Sachsen: Staatsrechnungshof                                         |
| 108, 426                | 1, A I 5       | 12. Juli 1924 | 6/22                        | Sachsen: Freifahrt der Synodalen auf der Reichsbahn                 |
| 109, 1*                 | 1, A I 7       | 27. Sep. 1924 | 1/23                        | Einstufung der übernommenen Landeseisenbahnbeamten                  |
| 109, 17* (PDF; 552 kB)  | 1, A I 3       | 18. Okt. 1924 | 5/23                        | Konzessionierung von Eisenbahnen                                    |
| 109, 30*                | 1, A I 8       | 18. Okt. 1924 | 4/23                        | Besoldungsdienstalter der Reichseisenbahnbeamten                    |
| 111, 1* (PDF; 776 kB)   | 1, A III 1     | 10. Mai 1924  | 5/22                        | Preußisches Adelsgesetz vom 23. Juni 1920                           |
| 111, 21*                | 1, A II 4      | 10. Okt. 1925 | 2/25                        | Einstweilige Verfügung                                              |
| 112, 1* (PDF; 512 kB)   | 1, A III 2     | 21. Nov. 1925 | 3/25                        | Erlass von Notverordnungen in Preußen                               |
| 112, 13* (PDF; 329 kB)  | 1, A I 12      | 21. Nov. 1925 | 1/25                        | Reichswasserstraßen; Talsperrenanlagen des Reichs                   |
| 112, 21*                | 1, A II 2      | 29. Juni 1925 | 7/23                        | Staatsverträge; Clausula rebus sic stantibus                        |
| 112, 33* (PDF; 489 kB)  | 1, A I 11      | 12. Dez. 1925 | 3/24                        | Reichswasserstraßenverwaltung                                       |
| 113, 1* (PDF)           | 1, A II 6      | 5. Juni 1926  | 4/25                        | Mecklenburg-Strelitz: seine Eigenschaft als „Land“                  |
| 114, 1*                 | 1, A II 7      | 16. Okt. 1926 | 4/25                        | Mecklenburg: Kloster- und Ständevermögen                            |
| 114, 7*                 | 1, A I 14      | 16. Okt. 1926 | 2/26                        | Paritätische Akademie; Art. 174 RVerf.                              |
| 115, 1*                 | 1, A I 9       | 20. Nov. 1926 | 1/26                        | Eisenbahnbeamte; Staatsvertrag vom 30. April 1920(?)                |
| 116, 1*                 | 1, A I 10      | 7. Mai 1927   | 3/26                        | Deutsche Reichsbahn-Gesellschaft; Verwaltungsrat                    |
| 116, 18*                | 1, A II 1      | 18. Juni 1927 | 7/25                        | Donauversinkung                                                     |
| 116, 45* (PDF; 565 kB)  | 1, A III 15    | 18. Juni 1927 | 1/27                        | Braunschweig: Parlamentarische Untersuchungsausschüsse              |
| 118, 1*                 | 1, A III 5     | 15. Okt. 1927 | 4/26                        | Aufwertung von Staatsleistungen an die Kirchen                      |
| 118, 22* (PDF; 929 kB)  | 1, A III 20    | 17. Dez. 1927 | 6/27                        | Mecklenburg-Strelitz: Wahlrecht                                     |
| 118, 41* (PDF; 267 kB)  | 1, A I 1       | 15. Okt. 1927 | 3/27                        | Bremische Zollausschlussgebiete                                     |
| 120, 1*                 | 1, A I 16      | 3. Dez. 1927  | 5/26                        | Sachsen: Altruheständler                                            |
| 120, 19* (PDF; 218 kB)  | 1, A III 11    | 12. Mai 1928  | 3/28                        | Zuständigkeit des Staatsgerichtshofs                                |
| 121, 1*                 | 1, A II 3      | 9. Juni 1928  | 5/25                        | Verunreinigung des Weserwassers                                     |
| 121, 8*                 | 1, A III 6     | 7. Juli 1928  | 4/28                        | Parteifähigkeit                                                     |
| 121, 13* (PDF; 659 kB)  | 1, A III 3     | 9. Juli 1928  | 9 und 11/27                 | Notverordnungsrecht; Selbstverwaltungskörper; Flaggenzwang          |
| 122, 1*                 | 1, A II 5      | 7. Juli 1928  | 2/25                        | Hoheitsrechte in der Lübecker Bucht                                 |
| 122, 17* (PDF; 1,2 MB)  | 1, A I 19      | 17. Nov. 1928 | 4/27                        | Biersteuergemeinschaft; Ungültigkeit eines Reichsgesetzes           |
| 123, 1*                 | 2, A III 10    | 19. Jan. 1929 | 6/28                        | Bayerischer Staatsgerichtshof                                       |
| 123, 13*                | 2, A III 11    | 22. März 1929 | 13/28                       | Sachsen: Landtagswahl                                               |
| 124, 1*                 | 2, A III 12    | 22. März 1929 | 7/28                        | Württembergisches Wahlrecht                                         |
| 124, 19* (PDF; 867 kB)  | 2, A III 1     | 23. März 1929 | 8/28                        | Notverordnungsrecht; Genehmigung des Landtags                       |
| 124, 40* (PDF; 426 kB)  | 2, A III 15    | 23. März 1929 | 5/28                        | Waldeck                                                             |
| 125, 1*                 | 2, A III 2     | 13. Juli 1929 | 5 und 7/29                  | Notverordnungsrecht                                                 |
| 126, 1*                 | 2, A III 3     | 23. Okt. 1929 | 19/29                       | Einstweilige Verfügung                                              |
| 126, 9*                 | 2, A III 8     | 11. Dez. 1929 | 19/28                       | Preußen: Selbstverwaltungsrecht; Umgemeindungen                     |
| 126, 14* (PDF; 547 kB)  | 2, A III 7     | 11. Dez. 1929 | 9, 11, 14, 15, 16 und 18/29 | Preußen: Selbstverwaltungsrecht; Eingemeindungen                    |
| 126, 25* (PDF; 320 kB)  | 2, A I 3       | 13. Dez. 1929 | Tgb. 35/28                  | Bayerisches Disziplinarverfahren                                    |
| 127, 1*                 | 2, A III 4     | 19. Dez. 1929 | 19/29                       | Beamte und Volksbegehren                                            |
| 127, 25* (PDF; 1012 kB) | 2, A I 1       | 9. Dez. 1929  | 3/29                        | Reichsaufsicht; Titel                                               |
| 127, 49*                | 4, A III 24    | 19. Feb. 1930 | 8/29                        | Mecklenburg-Strelitzsche Staatsräte                                 |
| 128, 1*                 | 4, A III 1     | 17. Feb. 1930 | 12/28                       | Preußen: Wahlrecht                                                  |
| 128, 16*                | 2, A III 13    | 7. Dez. 1929  | 13/27                       | Braunschweig: Staat und Kirche                                      |
| 128, 46* (PDF; 878 kB)  | 4, A III 16    | 18. Feb. 1930 | 10/29                       | Württembergische Regierung; Anfechtung ihrer Bestellung             |
| 129, 1*                 | 4, A III 8     | 24. Juni 1930 | 2/29                        | Sachbefugnis der Landtagsfraktionen                                 |
| 129, 9* (PDF; 811 kB)   | 4, A I 4       | 11. Juli 1930 | 5/30                        | Schulgebete                                                         |
| 129, 28* (PDF; 241 kB)  | 4, A I 3a      | 18. Juli 1930 | 7/30                        | Einstweilige Verfügung                                              |
| 130, 1* (PDF; 116 kB)   | 4, A I 3b      | 21. Nov. 1930 | 7/30                        | Einwendungen gegen Beschlüsse des Berichterstatters                 |
| 130, 3* (PDF; 352 kB)   | 4, A III 10    | 21. Nov. 1930 | 2/30                        | Parteifähigkeit öffentlich-rechtlicher Körperschaften               |
| 130, 11*                | 4, A III 4     | 21. Nov. 1930 | 21/29                       | Preußisches Provinzialwahlgesetz                                    |
| 131, 1*                 | 4, A I 1       | 25. Nov. 1930 | 11/28                       | Verwaltungsrat der Deutschen Reichsbahn-Gesellschaft                |
| 132, 1* (PDF; 489 kB)   | 4, A III 23    | 24. Apr. 1931 | 4/30                        | Lübeckisches Bürgerschaftswahlgesetz                                |
| 133, 1*                 | 4, A III 25    | 28. Apr. 1931 | 16/30                       | Schaumburg-Lippe: Notverordnungsrecht                               |
| 133, 15*                | 4, A III 21    | 28. Apr. 1931 | 14/30                       | Anhalt: Eingemeindung; Wahlrecht                                    |
| 133, 29* (PDF; 539 kB)  | 4, A III 11    | 13. Juni 1931 | 12/30 und 1/31              | Gewerbesteuerpflicht der Rechtsanwälte                              |
| 134, 1*                 | 5, A I 1       | 24. Okt. 1931 | 18/30                       | Abmeldung vom Religionsunterricht                                   |
| 134, 12*                | 5, A III 16    | 5. Dez. 1931  | 11 und 13/31                | Mecklenburg-Strelitz: Eingemeindung                                 |
| 134, 26*                | 5, A III 8     | 5. Dez. 1931  | 17/30                       | Sachsen: Gemeindesteuer-Notverordnung                               |
| 135, 1*                 | 5, A III 1     | 12. Feb. 1932 | 12/31                       | Preußen: Einberufungsrecht der Landtagsminderheit                   |
| 135, 30*                | 5, A III 3     | 15. März 1932 | 10/31                       | Preußen: Verordnungsrecht; Landeswahlgesetz                         |
| 137, 1*                 | 5, A III 13    | 18. Juni 1932 | 1/30                        | Lippe: Erwerb von Geschäftsanteilen                                 |
| 137, 5* (PDF; 483 kB)   | 5, A III 12    | 21. Juni 1932 | 2/32                        | Hessen: Geschäftsministerium                                        |
| 137, 17*                | 5, A III 4     | 20. Juni 1932 | 10/31                       | Preußische Sparverordnung; Beamtenrechte                            |
| 137, 47*                | 5, A III 2     | 21. Juni 1932 | 9/31                        | Preußisches Polizeiverwaltungsgesetz                                |
| 137, 65* (PDF; 281 kB)  | 5, A I 2       | 25. Juli 1932 | 15/32                       | Preußen: Einsetzung eines Reichskommissars                          |
| 138, 1* (PDF; 1,9 MB)   | 5, A I 3       | 25. Okt. 1932 | 15, 16, 17 und 19/32        | Preußen: Einsetzung eines Reichskommissars                          |
| 138, 43*                | 6, A III 2     | 24. Okt. 1932 | 14/31                       | Württemberg: Gemeindewahlrecht                                      |
| 139, 1* (PDF; 234 kB)   | 6, A III 4     | 10. Nov. 1932 | 13/32                       | Braunschweig: Beschlussfähigkeit des Landtags                       |
| 139, 7*                 | 6, A III 5     | 20. Dez. 1932 | 20/32                       | Preußen: Einberufung des Landtags                                   |
| 139, 17*                | 6, A III 8     | 20. Dez. 1932 | 39/32                       | Preußen: Wahl des Ministerpräsidenten                               |